# راد ایوانز
رودریک "راد" ایوانز (زاده ۱۹ ژانویه ۱۹۴۷) یک خواننده بازنشسته بریتانیایی است که به عنوان اولین خواننده (و یکی از اعضای گشاینده) گروه دیپ پرپل شناخته می‌شود.
در اواخر دهه ۱۹۶۰، او کار حرفه‌ای خود را در گروه The Maze، پیشتر MI5، آغاز کرد، پس از آن عضوی از دیپ پرپل بود که با آنها سه آلبوم استودیویی ساخت که بیشتر پاپ‌محور بود تا سبکی که گروه در نهایت به آن شهرت پیدا کرد. پس از ضبط یک تک‌آهنگ، او با همراهی اعضای دیگری از گروه‌های دیگر، کپتن بیاند را تأسیس کرد که دو آلبوم استودیویی با هم ضبط کردند. از یک نبرد قانونی کوتاه با دیپ پرپل در سال ۱۹۸۰، ایوانز از حضور در رسانه‌ها خودداری کرده‌است.
e/